# Terreno argilloso

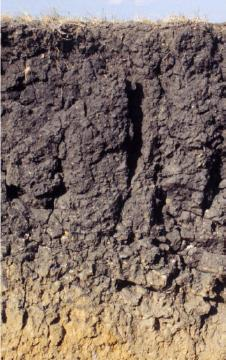
Profilo di un vertisuolo

Un terreno argilloso o pesante o compatto, in agronomia, è un suolo la cui tessitura è composta da oltre il 18% in argilla sul totale della terra fine. Da un punto di vista chimico e mineralogico, la frazione granulometrica prevalente, l'argilla, è rappresentata da minerali argillosi, silice, idrossidi di ferro e alluminio e dall'humus.
L'aggettivo compatto, attribuito a questo terreno, si deve al ruolo preponderante delle forze di coesione sullo stato di coerenza del terreno, che appare tenace e povero di macropori. L'aggettivo pesante è invece derivato dallo sforzo fisico richiesto dalla lavorazione di questo terreno. In realtà la densità dei terreni argillosi, sia apparente sia reale, è inferiore a quella dei cosiddetti "terreni leggeri", i terreni sabbiosi, sia per la maggiore porosità totale sia per la natura chimica e mineralogica delle particelle primarie. Queste denominazioni fanno comunque riferimento alle proprietà intrinseche dei terreni argillosi allo stato coesivo, ovvero con un modesto contenuto in acqua, condizione in cui sono prevalenti le forze di coesione interna.

## Caratteristiche strutturali
Le particelle più fini, di dimensioni inferiori a 1 μm, sono composte prevalentemente da minerali argillosi o humus e hanno proprietà colloidali. Il rapporto quantitativo tra colloidi minerali e colloidi organici condiziona il tipo di struttura:
- nei terreni argillosi poveri di sostanza organica prevale l'effetto dei colloidi minerali e si forma una struttura di tipo granulare, con aggregati di forma poliedrica;
- nei terreni argillosi ricchi di sostanza organica può prevalere il ruolo dei colloidi organici con formazione di una struttura di tipo glomerulare, con aggregati irregolari e mediamente più ricchi di macropori.

Nei terreni argillosi degli ambienti a clima temperato-caldo, il tenore di sostanza organica è generalmente modesto, perciò i terreni argillosi hanno una struttura tipicamente granulare, con tendenza a un'eccessiva microporosità. Nei suoli agrari, generalmente sottoposti a lavorazione, si forma una struttura di disgregazione, che ha carattere transitorio, caratterizzata da un miglior rapporto tra macroporosità e microporosità, fondamentale per creare condizioni di abitabilità compatibili con l'esercizio ordinario dell'agricoltura.

## Proprietà fisico-meccaniche
Le proprietà fisico-meccaniche dei terreni argillosi sono strettamente dipendenti dal loro stato strutturale e dalle spiccate proprietà colloidali. Allo stato coesivo sono terreni notoriamente compatti e dotati di una notevole tenacità, mentre allo stato plastico sono fortemente adesivi. La porosità è elevata, generalmente superiore al 50%, perciò hanno una densità apparente relativamente bassa, dell'ordine di 1,2 t/m3 quando non sono lavorati. Tuttavia, il rapporto tra macroporosità e microporosità è sbilanciato a favore di quest'ultima. L'elevata dotazione di colloidi e, più in generale, di particelle fini, conferisce a questi terreni una buona capacità di ritenzione idrica ma, al tempo stesso, li rende poco permeabili e di difficile drenaggio, specialmente se mal strutturati.
Fra le proprietà fisico-meccaniche va segnalata anche la crepacciabilità, per quanto questa sia strettamente associata al tipo di minerali argillosi presenti nella frazione fine. La crepacciabilità è elevata nei terreni ricchi di minerali del gruppo della montmorillonite: questi minerali hanno la proprietà di espandere reversibilmente il reticolo cristallino in condizioni di idratazione, perciò si rigonfiano o si ritraggono in funzione dell'umidità. Conseguenza di questa proprietà è la formazione di diffuse crepacciature sul terreno, sia in superficie sia in profondità, quando è asciutto.

## Proprietà chimiche
Le proprietà chimiche dei terreni argillosi, spesso formati su suoli alluvionali di pianura, sono potenzialmente buone sia per la composizione chimico-mineralogica equilibrata sia per l'elevato potere assorbente. Le proprietà colloidali di questi terreni conferiscono infatti un'elevata capacità di scambio cationico, inferiore solo a quella dei terreni ricchi di sostanza organica, che associata all'elevata microporosità contribuisce a limitare i fenomeni di lisciviazione delle basi. I terreni argillosi sono fondamentalmente ben dotati in potassio, ma nei terreni con un alto tasso di saturazione in basi vi è una dotazione sostanzialmente equilibrata. Sotto questo punto di vista, perciò, i terreni argillosi hanno potenzialmente una buona fertilità chimica, che può raggiungere livelli elevati se ben dotati di sostanza organica.
Le proprietà chimiche, tuttavia, subiscono un notevole peggioramento nei terreni argillosi mal strutturati e soggetti a frequenti e prolungati ristagni idrici. In queste condizioni il potenziale di ossidoriduzione può abbassarsi sensibilmente e favorire processi degenerativi che abbassano sensibilmente la fertilità: perdite di azoto per denitrificazione, carenza di zolfo in forma assimilabile, insolubilizzazione del ferro, accumulo di prodotti fitotossici (solfuri e ioni Mn++, ecc.). Questi fenomeni sono peraltro collaterali alla carenza di ossigeno che ha un effetto di depressione dell'attività biologica sia dei microrganismi aerobici, con conseguente decomposizione stentata della sostanza organica e arresto della mineralizzazione, sia delle piante agrarie, per la maggior parte suscettibili di asfissia radicale.

## Proprietà agronomiche
Fermo restando che le proprietà fisiche, chimiche e biologiche di un terreno argilloso sono fortemente condizionate dal suo stato strutturale, le proprietà agronomiche possono essere distinte in due gruppi, discernendo fra quelle positive e quelle negative. Entrambe le categorie sono sostanzialmente correlate al potere colloidale e alla porosità sbilanciata verso la microporosità.
Sono proprietà negative la tenacità, l'impermeabilità, la scarsa portanza, la plasticità e l'adesività nel terreno umido. Sono invece proprietà positive la capacità di ritenzione idrica e il potere assorbente. Hanno invece un duplice aspetto, positivo o negativo secondo il contesto, la capillarità e la crepacciabilità.

### Difetti
La tenacità è il difetto più evidente dei terreni argillosi, in quanto li rende di difficile lavorazione quando sono allo stato coesivo, sia manualmente sia meccanicamente. Un terreno argilloso allo stato coesivo offre una notevole resistenza alla penetrazione degli organi lavoranti, con conseguente aumento dello sforzo fisico in caso di lavorazione manuale e consumo di carburante in caso di lavorazione meccanica. Va inoltre considerato che l'aratura di un terreno allo stato coesivo genera un'eccessiva macrozollosità, perciò, a parità di condizioni, è necessario eseguire interventi più energici e onerosi in sede di lavorazione complementare.
L'impermeabilità è un difetto derivante dall'eccessiva microporosità dei terreni argillosi. L'elevato tenore in particelle fini e la struttura prevalentemente di tipo granulare sono responsabili di uno sbilanciamento della porosità totale verso la microporosità. Questa condizione rappresenta un ostacolo al movimento dell'acqua e causa una sostanziale impermeabilità di questi terreni. L'impermeabilità ha riflessi su due aspetti: la velocità d'infiltrazione dell'acqua superficiale e la velocità di smaltimento dell'acqua gravitazionale. Il primo aspetto va messo in relazione con l'intensità della pioggia o dell'irrigazione: un'infiltrazione lenta può causare un prolungato ristagno superficiale, con conseguente rischio di insorgenza di marciumi del colletto, oppure, su terreni in pendio, può causare il deflusso superficiale con conseguente ruscellamento e rischio di erosione. Il secondo aspetto va messo in relazione con la necessità di garantire un rapporto equilibrato fra disponibilità idrica e stato di aerazione del suolo: un terreno poco permeabile drena con difficoltà l'acqua in eccesso ed è facilmente soggetto al ristagno sottosuperficiale, con conseguente rischio di asfissia radicale e abbassamento del potenziale di ossidoriduzione.
La scarsa portanza e la plasticità nel terreno umido sono aspetti negativi associati all'instabilità dello stato strutturale. La compressione del terreno, causata sia dal passaggio di mezzi agricoli o, in generale, dal calpestamento, e dalla penetrazione degli organi lavoranti distrugge la struttura quando il terreno è allo stato plastico, rendendone difficile il ripristino. Va tenuto presente che il peggioramento della struttura esalta le proprietà negative dei terreni argillosi fino ad annullare del tutto quelle positive. Si deve perciò evitare l'ingresso con macchine sui terreni argillosi umidi e, a maggior ragione, evitare assolutamente le lavorazioni. Questo vincolo interferisce negativamente con le esigenze relative all'organizzazione dei lavori, in quanto l'impraticabilità del terreno può causare ritardi se non l'impossibilità di eseguire gli interventi agronomici nel periodo opportuno e nei tempi indicati.
L'adesività, proprietà associata anch'essa allo stato plastico del terreno, interferisce con la corretta esecuzione delle lavorazioni e richiede un maggior onere per la pulizia di macchine e attrezzi in quanto la terra aderisce alle ruote e agli organi lavoranti. Non va peraltro trascurato il rischio causato da questo fenomeno alla viabilità stradale: il transito intenso di mezzi agricoli che accedono da terreni umidi sulle strade bitumate determina un accumulo di fanghiglia che rende più viscido il fondo stradale.

### Pregi
La capacità di ritenzione idrica è una delle proprietà agronomiche più evidenti. Il terreno argilloso è in grado di invasare cospicui quantitativi d'acqua e trattenerla stabilmente per tempi relativamente lunghi, anche se, a parità di umidità, il potenziale idrico è più basso rispetto ai terreni poveri di colloidi. Questa proprietà assume un'importanza fondamentale nelle regioni e nelle stagioni dove la disponibilità idrica è un fattore limitante, in quanto consente l'adozione di pratiche di aridocoltura o, in irriguo, l'adozione di turni di adacquamento più lunghi e una gestione più elastica delle risorse idriche.
Il potere assorbente, derivato principalmente dall'alta capacità di scambio, è il secondo importante aspetto positivo. Un terreno argilloso, gestito con un piano di concimazione razionale, è in grado di fornire elevate prestazioni produttive e, nell'ambito di una rotazione colturale poliennale, si presta all'ottimizzazione dell'impiego dei fertilizzanti.

### Aspetti bivalenti
Come si è detto, la capillarità e la crepacciabilità dei terreni argillosi sono proprietà che possono rivelarsi negative o positive secondo il contesto.
La capillarità è una proprietà derivata dall'elevata incidenza della microporosità sulla porosità totale del terreno. In generale, il fenomeno concorre a determinare il potenziale matriciale e, quindi, influisce positivamente sulla capacità di ritenuta idrica. La capillarità può costituire inoltre una proprietà positiva in caso di apporto idrico da falde freatiche relativamente profonde, permettendo la risalita per capillarità fino agli strati esplorati dalle radici. La risalita capillare è invece un fenomeno negativo in condizioni di scarsa disponibilità idrica in quanto incrementa le perdite d'acqua per evaporazione: l'evaporazione dalla superficie del terreno è infatti più intensa se c'è un continuo rifornimento per risalita capillare dagli strati più profondi, fenomeno alquanto frequente nei terreni argillosi.
La crepacciabilità può, sotto certi aspetti, attenuare i difetti di un terreno argilloso rendendolo meno impermeabile, meno tenace e meno asfittico. Inoltre favorisce un rimescolamento spontaneo del profilo del terreno nei vertisuoli, grazie al trascinamento di aggregati strutturali superficiali nei crepacci da parte dell'acqua di percolazione in occasione delle piogge. D'altra parte, la crepacciatura dei terreni intensifica le perdite per evaporazione dagli strati profondi e può causare rottura degli apparati radicali.

## Gestione agronomica dei terreni argillosi
A prescindere dai difetti intrinseci, i terreni argillosi hanno una vocazione agronomica potenzialmente elevata se gestiti in modo razionale e con l'adozione di opportuni accorgimenti. Un ridimensionamento dell'interferenza delle proprietà negative mette in luce gli aspetti positivi, rendendoli nel complesso terreni fertili in grado di offrire per determinate colture elevate prestazioni produttive. Le strategie di una corretta gestione vertono fondamentalmente sul miglioramento e sul mantenimento di un buon stato strutturale, intervenendo con lavorazioni adeguate nel momento ottimale e contenendo, nei limiti del possibile, il passaggio di mezzi agricoli. Fra le pratiche agronomiche di maggior rilievo si citano le seguenti.

### Sistemazioni superficiali
Le sistemazioni superficiali sono d'importanza basilare nelle regioni soggette a precipitazioni intense e ripetute almeno in determinati periodi dell'anno. L'allestimento di un'adeguata affossatura combinata con la baulatura permette un rapido deflusso superficiale dell'acqua in caso di piogge intense, evitando il ristagno superficiale e, soprattutto, l'invaso di consistenti quantitativi d'acqua di difficile smaltimento con il drenaggio sottosuperficiale. In diverse regioni dell'Italia, data l'elevata frequenza dei terreni argillosi, la sistemazione superficiale dei terreni in piano è stata un tradizionale intervento di miglioramento fondiario a integrazione della bonifica idraulica e, almeno fino all'avvento della meccanizzazione, si è rivelata una pratica di valorizzazione dei terreni argillosi. D'altra parte l'affossatura rappresenta un ostacolo alla meccanizzazione e nel tempo si sono adottate scelte di compromesso che hanno penalizzato l'efficienza idraulica delle sistemazioni. Il drenaggio sottosuperficiale nei terreni argillosi è poco funzionale in quanto richiede una rete emungente più fitta e, quindi, più onerosa in termini d'investimento.

### Lavorazioni
La lavorazione principale per eccellenza adottata tradizionalmente sui terreni argillosi è l'aratura. Lo scopo dell'aratura, nel caso specifico, è quello di formare annualmente una pseudostruttura di disgregazione al fine di migliorare il rapporto fra macroporosità e microporosità e, al tempo stesso, ridurre il grado di compattezza del terreno, creando condizioni di migliore abitabilità del terreno. La condizione ottimale per l'esecuzione dell'aratura è lo "stato di tempera", ovvero uno stato di umidità tale in cui si raggiunge il miglior compromesso tra coesione e adesione del terreno: in questo stato, il grado di umidità moderata riduce le forze di coesione, rendendo più efficace la disgregazione delle zolle e contenendo il consumo di carburante, e al tempo stesso è sufficientemente basso da limitare la plasticità e l'adesione.
Lavorazioni in condizioni di umidità superiori allo stato di tempera vanno assolutamente evitati in quanto danneggiano irreparabilmente la struttura del terreno e comportano il rischio di affondamento del trattore. Lavorazioni in condizioni di umidità inferiori, pur non interferendo con la struttura del terreno, sarebbero da evitare in quanto comportano una maggiore usura degli organi lavoranti e un maggior consumo di carburante a causa dell'elevata tenacità del terreno argilloso allo stato coesivo.
Va tuttavia considerata la difficoltà di intervenire con il terreno in stato di tempera in caso di eventi climatici sfavorevoli nel periodo autunnale: in caso di piogge autunnali intense e prolungate, il terreno può raggiungere in breve tempo livelli di umidità che oltrepassano lo stato di tempera; in questo caso il terreno può restare impraticabile anche per tempi lunghi rendendo impossibile l'esecuzione delle lavorazioni e impedendo, di conseguenza, la semina delle colture a ciclo autunno-primaverile. Per questo motivo molti agricoltori preferiscono cautelarsi contro il rischio di un eventuale decorso climatico sfavorevole che possa impedire la lavorazione autunnale e accettano l'onere di eseguire l'aratura nel periodo estivo, quando è possibile, sul terreno allo stato coesivo.
Un fenomeno frequente causato dall'aratura dei terreni argillosi è la formazione del crostone di lavorazione. Si tratta di uno strato concrezionato in corrispondenza della suola di lavorazione formato dalla sistematica aratura alla stessa profondità, a causa del costipamento prodotto dal vomere. Il crostone di lavorazione rende del tutto impermeabile lo strato impedendo il drenaggio dell'acqua gravitazionale ed è causa di ristagni sottosuperficiali. Per evitare l'inconveniente si deve variare la profondità di aratura di anno in anno, oppure si può praticare l'aratura a due strati, con l'impiego dell'aratro ripuntatore.
Le lavorazioni complementari di preparazione del letto di semina, in particolare l'erpicatura, vanno eseguite preferibilmente con terreno in tempera tendente allo stato coesivo. È in questa fase, infatti, che lo sgretolamento delle zolle avviene con la massima efficacia. Qualora si sia effettuata l'aratura estiva, il terreno è ricco di zolle di grandi dimensioni e sarà necessario eseguire più passaggi per lo sminuzzamento delle zolle o usare erpici che hanno un'azione energica, come gli erpici frangizolle o quelli rotativi. Se le condizioni lo consentono è preferibile lasciar passare un intervallo di tempo piuttosto lungo, tra l'aratura e l'erpicatura, in modo da sfruttare l'azione di disgregazione spontanea da parte degli agenti atmosferici.
In merito ai lavori di coltivazione, i terreni argillosi possono trarre vantaggio dalla sarchiatura, in quanto la periodica lavorazione superficiale delle interfile previene la crepacciatura e interrompe la risalita capillare dell'acqua.

### Semina
In merito alla semina va considerata la possibile formazione di una crosta superficiale che impedisce l'emergenza delle piantine. Questo problema si presenta con semi minuti quando si esegue un'erpicatura energica con eccessivo sminuzzamento del terreno nel letto di semina. A seguito delle irrigazioni in pre-emergenza o delle piogge, la struttura del terreno in superficie viene completamente distrutta e con il successivo essiccamento della superficie si forma uno strato concrezionato.
Per prevenire questo inconveniente è raccomandabile lasciare un certo grado di microzollosità superficiale e il ricorso alla semina a righe in luogo della semina a spaglio. L'allineamento dei semi in file, infatti, fa sì che le piantine in emergenza esercitino un'azione sinergica provocando la rottura dell'eventuale crosta superficiale.

### Ammendamenti
Per ammendamento s'intende l'apporto di materiali che modificano la tessitura o migliorano la struttura. Gli interventi del primo tipo sono proibitivi sotto l'aspetto economico a causa dell'ingente quantità di materiale da apportare. Per modificare la tessitura e bilanciare gli effetti negativi dell'argilla, infatti, è necessario l'apporto di sabbia, le cui proprietà si evidenziano solo ad alti rapporti del tenore sabbia/argilla. A titolo d'esempio, per convertire un terreno composto dal 40% di argilla, dal 30% di limo e dal 30% di sabbia, composizione limite di un terreno argilloso, in un terreno composto dal 25% di argilla, dal 30% di limo e dal 45% di sabbia, composizione limite di un terreno di medio impasto è necessario un apporto dell'ordine di 0,37 m3 di sabbia per ogni metro cubo di terreno. Ciò significa che per modificare la tessitura di un ettaro di terreno nei primi 40 cm di profondità sarebbero necessari circa 1500 metri cubi di sabbia.
Gli interventi del secondo tipo, ovvero finalizzati al miglioramento della struttura, consistono in apporti di sostanza organica che, una volta umificata migliora il rapporto tra colloidi organici e colloidi minerali, favorendo la formazione di una struttura più stabile e di tipo tendenzialmente glomerulare. Questo risultato si raggiunge nel tempo con sistematiche letamazioni e con l'interramento dei residui colturali.

## Scelta delle colture
L'indirizzo produttivo e la scelta delle colture risponde generalmente a criteri economici, tuttavia non si può non tener conto, nei limiti del possibile, dei fattori ambientali, ivi compresa la vocazione agronomica del terreno in cui si opera. Nel caso dei terreni argillosi va considerata la necessità di limitare gli accessi frequenti in campo e l'impraticabilità oltre certi livelli di umidità, così come va considerata la possibilità di insorgenza di ristagni che avranno effetti deleteri sulle colture più sensibili.
I terreni argillosi sono sostanzialmente incompatibili con l'esercizio dell'orticoltura. La coltivazione delle ortive è caratterizzata da rapidi avvicendamenti nell'arco dell'anno, con cicli colturali più o meno brevi, e dalla necessità di accedere in campo con frequenza pressoché giornaliera, sia per l'esecuzione degli ordinari interventi colturali sia per la raccolta, spesso di tipo scalare. La tenacità e la compattezza dei terreni argillosi, inoltre, rende più onerose le frequenti lavorazioni e ostacola lo sviluppo di tuberi e radici carnose. La predisposizione ai ristagni è altresì causa di insorgenze di marciumi basali e radicali, avversità di natura infettiva piuttosto frequenti in molte specie ortive. Infine non va trascurato il problema dell'imbrattamento dei prodotti orticoli da parte della terra allo stato plastico, che a causa della forte adesività dei colloidi minerali rende più onerose le operazioni di pulizia e mondatura degli ortaggi.
Per quanto riguarda la frutticoltura o l'arboricoltura in generale, il fattore limitante è rappresentato principalmente dalla sensibilità della maggior parte delle specie agrarie legnose ai ristagni idrici. Peraltro, a differenza delle coltivazioni erbacee, negli arboreti non è possibile eseguire lavorazioni finalizzate alla formazione di una pseudostruttura di disgregazione, pertanto i terreni argillosi sui quali si impiantano vigneti, oliveti o frutteti, sono suscettibili di un progressivo decadimento della fertilità a causa del costipamento. L'adozione di adeguati accorgimenti finalizzati alla prevenzione dei ristagni, con la realizzazione di un'efficiente sistemazione superficiale, e al mantenimento di un buono stato strutturale, ad esempio con il ricorso all'inerbimento, possono comunque rendere possibile l'esercizio dell'arboricoltura anche su terreni moderatamente argillosi.
I terreni argillosi esprimono invece la loro alta vocazione agronomica in quelle colture erbacee di pieno campo che rispondono a questi requisiti:
- ciclo colturale relativamente lungo, autunno-primaverile o primaverile-estivo;
- tecnica agronomica basata su interventi colturali ordinari, eseguibili in breve tempo;
- numero limitato di interventi colturali nell'arco dell'intero ciclo;
- livello medio-alto di meccanizzazione delle operazioni;
- raccolta non scalare, eseguita in un'unica soluzione;
- rese unitarie esaltate da alti livelli di fertilità chimica del suolo;
- versatilità e buona resistenza alle avversità e a eventuali condizioni di stress.

In altri termini i terreni argillosi si prestano per quelle colture che non richiedono ripetute operazioni colturali, rispondono con buone rese quantitative in condizioni di alta fertilità chimica o sono in grado di beneficiare di effetti residui della fertilità. Spesso sono sfruttati per la coltivazione di piante industriali, in grado di valorizzare il potenziale produttivo di questi terreni.
In ogni modo, superati o ridimensionati i limiti intrinseci riportati in precedenza e utilizzati razionalmente con le colture più adatte, con un occhio di riguardo nei confronti del mantenimento di una buona struttura, quelli argillosi si rivelano come i migliori terreni, in grado di offrire elevate rese unitarie.